# Geumgok-dong, Busan
Geumgok-dong (koreanska: 금곡동) är en stadsdel i staden Busan i den sydöstra delen av Sydkorea, 300 km sydost om huvudstaden Seoul. Den ligger i stadsdstriktet Buk-gu.